# 関口源八
関口 源八（せきぐち げんぱち、1971年7月8日 - ）は、徳島県出身のドラマー、パーカッショニスト,スタジオ・ミュージシャン、作曲家、DJ。

## 経歴
1991年にバップよりロックバンドPTON!でドラマーとしてメジャー・デビュー。1996年に東芝EMIよりロックバンドFlying Dutchmanでドラマーとして再メジャー・デビュー。脱退後、フリーランスにて活動。以後、ドラム、パーカッションで様々なアーティストのレコーディング、ライブを行っている。作曲では『さんまのまんま』のエンディングテーマやクイズ番組のジングル等も作曲している。

## ライブ参加
- 織田哲郎
- 前田亘輝
- 浅岡雄也
- 田村ゆかり
- 河村隆一
- Daisy×Daisy
- 高杉さと美
- Lisa
- 天上智喜
- 中西圭三
- misono
- 松原健之
- 諸星和己
- 安倍なつみ
- 藤本美貴
- 中澤裕子
- 石川梨華
- 吉澤ひとみ
- 高橋愛
- 後藤真希
- 飯田圭織
- 里田まい
- カントリー娘。
- メロン記念日
- 矢口真里
- 森川美穂
- タイナカサチ
- 坂本サトル
- 洸平
- 中島聖恵
- 森広隆
- 古川昌義
- 古明地洋哉
- ハシケン
- Lita
- 牧謙次郎
- 東京プリン
- 村上広一（SOON）
- ふれあい
- Yebin
- アイボリーブラザーズ
- Louis Coumian
- エフコラージュ
- 伊豆田洋之
- Sunny Glider（Something ELse）
- ワカバ
- 山村アキラ
- Levans
- Berry

## レコーディング参加
- 絢香
- 安室奈美恵
- いきものがかり
- 稲垣吾郎
- SHOGO
- 織田哲郎
- 19（ジューク）
- Ring（Vo Vo Tau）
- RIKI
- 山崎あおい
- Lisa
- Lita
- GiRL
- 森翼
- 真野恵里菜
- 平義隆
- タイナカサチ
- 田村ゆかり
- ナチュラル ハイ
- The LOVE
- 東京プリン
- KOKIA
- 桑島法子
- 中島聖恵
- 堀江由衣
- 牧謙次郎
- FTisland
- 森広隆
- ふれあい
- D
- 古明地洋哉
- 村上広一（SOON）
- Berry
- ワカバ

- 上記以外の参加作品は自身のサイト関口源八公式サイト - ウェイバックマシン（2007年10月22日アーカイブ分）で確認出来る。

## Flying Dutchman
Flying Dutchman（フライング ダッチマン）は、日本のロックバンド。
1996年6月、東芝EMIからシングル「Calling You」でデビュー。同レーベルでシングル5枚、アルバム1枚をリリースした。

### メンバー
浅野正光（ボーカル）
吉川理（ギター）
三村恭弘（ベース）
関口源八（ドラムス）

### タイアップ一覧
| 使用年 | 曲名                 | タイアップ                                       |
| ------ | -------------------- | ------------------------------------------------ |
| 1996年 | Nervous Breakdown    | 東芝乾電池「アルカリ1」CMソング                  |
| 1996年 | Nervous Breakdown    | テレビ東京系『IT'sアクセス』エンディングテーマ   |
| 1996年 | Don't Worry Be Happy | フジテレビ系『平成教育委員会』エンディングテーマ |

### ヘヴィー・ローテーション/パワープレイ

#### ラジオ
| 放送年 | 曲名        | ラジオヘヴィー・ローテーション/パワープレイ                                      |
| ------ | ----------- | -------------------------------------------------------------------------------- |
| 1996年 | Calling You | 朝日放送ラジオ『ABCミュージックパラダイス』1996年7月度ミューパライチ押しナンバー |